# Armenia Airways
Armenia Airways (Armeens: Արմենիա Էյրվեյզ) is een Armeense luchtvaartmaatschappij gevestigd op de internationale luchthaven Zvartnots in Jerevan, Armenië.

## Geschiedenis
Armenia Airways werd oorspronkelijk opgericht in 2013 en deed tot 2016 vliegtrainingen met een Diamond DA40 toestel. Na een eigenaarswissel in 2017 werd het bedrijf omgezet naar een luchtvaartmaatschappij waarbij de focus op Armeens-Iraanse vluchten werd gelegd. Het bedrijf ontving zijn eerste vliegtuigen in juni 2018, namelijk twee Airbus A310-toestellen die het overnam van de Roemeense luchtvaartmaatschappij Tarom. Deze raakten in 2019 in onbruik. De ene kreeg een technisch mankement in Teheran en de ander werd terzijde gezet in Jerevan. Beide toestellen werden in 2020 respectievelijk 2021 aan Iran Airtour verkocht.
In februari 2019 nam Armenia Airways een BAE 146-300 over van de Roemeense luchtvaartmaatschappij Aviro Air, waarmee het vanaf juni 2019 de vluchten op Teheran uitvoerde ter vervanging van de Airbus A310. Sinds december 2020 is het toestel geparkeerd.
Begin 2022 nam de maatschappij een 27 jaar oude Boeing 737-300 in gebruik die het vernoemde naar een Armeense soldaat die omkwam in de oorlog in Nagorno-Karabach van 2020. Een primeur in Armenië.
In maart 2022 kondigde de maatschappij vluchten van Jerevan op Moskou-Vnoekovo aan.

## Bestemmingen
Anno 2022 onderhoudt Armenia Airways vanuit de Luchthaven Zvartnots van Jerevan 3 routes.
|                | Bestemmingen                     |
| -------------- | -------------------------------- |
| Binnenlands    | -                                |
| Internationaal | Moskou-Vnoekovo, Tabriz, Teheran |

## Vloot
De vloot van Armenia Airways bestond in april 2022 uit:
| Type           | Aantal | Orders | Passagiers | Passagiers | Passagiers | Opmerkingen                                      |
| Type           | Aantal | Orders | J          | Y          | Totaal     | Opmerkingen                                      |
| -------------- | ------ | ------ | ---------- | ---------- | ---------- | ------------------------------------------------ |
| BAE 146-300    | 1      | —      | 0          | 112        | 112        | Sinds januari 2020 geparkeerd                    |
| Boeing 737-300 | 1      | —      | 0          | 148        | 148        | Sinds januari 2022                               |
| Boeing 737-500 | 1      | —      | 0          | 131        | 131        | Sinds juli 2021                                  |
| Boeing 737-800 | 1      | —      | 0          | 189        | 189        | Gehuurd van Georgian Airways sinds november 2021 |
| Totaal         | 4      | 0      |            |            |            |                                                  |